# 何子述
何子述（1901年—1931年），湖北应山人，中国共产党早期领导人。
早年在武汉高级师范学院学习，后组织学生运动。1921年，经董必武介绍进入中共，后任湖北省党务训练班训育主任。1927年，留学苏联莫斯科中山大学。1930年，任中共中央北方局工人运动负责人；次年被出卖，在天津被捕。1931年6月，死于国民党狱中。